# SYCL
SYCL是一个面向OpenCL的高层次编程模型，一种单一源码特定领域嵌入式语言（DSEL），目的是提高编程效率。SYCL 1.2基于纯C++11，SYCL 2.2基于纯C++14。该标准由科纳斯组织开发，於2014年3月發布。

## 教程
ComputeCpp SYCL指南中包含几个教程。